# Limba slavă veche
Limba slavă veche (sau paleoslavă; nume abreviat des în limba română: LSV; în slava veche: словѣ́ньскъ ѩꙁꙑ́къ, slověnĭskŭ językŭ) s-a dezvoltat începând cu secolul al VII-lea (în urma separării ramurii de sud a slavei comune). Ea a evoluat treptat, devenind în veacul al IX-lea prima limbă scrisă a slavilor.
Textele slave vechi au fost redactate cu două sisteme alfabetice, „glagolița” (alfabetul glagolitic) și „chirilița” (varianta sârbo-croată: „cirilița”) (alfabetul chirilic), concepute special pentru uzul slavilor. Alfabetul chirilic este adaptarea alfabetului grecesc, căruia adepții fraților Chiril și Metodiu (creștinătorii slavilor, originari din sud-vestul Bulgariei - Macedonia) i-au adăugat caractere în funcție de sunetele slave inexistente în limba greacă.
Inițial, bulgarii și slavii de sud aveau limba greacă ca limbă oficială. Abia după introducerea alfabetului chirilic slava veche s-a dezvoltat Perioada de aur a slavei vechi e reprezentată de școlile literare de la Preslav și Ohrida (capitale ale Primului Țarat Bulgar), care au generat o cultură înfloritoare în veacul al X-lea. Ulterior, din paleoslavă a evoluat la rândul ei, începând cu secolul al XII-lea, limba slavonă.